# 石川真希
石川 真希（いしかわ まき、1959年12月25日 - ）は、日本の女優。東京都出身。アベベネクスト所属。
身長160cm、血液型はB型。夫は佐野史郎。特技はキーボード・ピアノ、フィギュアスケート、茶道。
1978年からプロスケーターとしてオーロラ・オン・アイスショーに所属。1979年から1985年まで状況劇場に所属。バンド「マキニカリス」でも活動。佐野史郎、嶋田久作らと組んでいたバンド「タイムスリップ」ではボーカル兼キーボードを担当した。

## おもな出演

### 映画
- 夢みるように眠りたい（1986年）
- 二十世紀少年読本（1989年）
- ZIPANG（1990年）
- フィガロ・ストーリー 月の人（1991年）
- あふれる熱い涙（1992年）
- ゲンセンカン主人（1992年）
- 119（1994年）
- 東京兄妹（1994年）
- 無頼平野（1995年）
- 東京日和（1997年）
- カラオケ（1999年）
- 催眠（1999年）
- 連弾（2000年） - 調律師 役
- つげ義春蒸発旅日記（2003年）
- 夢幻彷徨（2004年）
- サヨナラCOLOR（2005年） - 岩井看護師長 役
- 映画監督って何だ!（2006年） - 緒形弘子 役
- 14歳（2007年） - 上村久代 役
- ディア・ドクター（2009年） - 高畑晴枝 役
- 浪漫者たち（2009年）
- クヒオ大佐（2009年）
- 美代子阿佐ヶ谷気分（2009年）
- キャタピラー（2010年） - 村長夫人
- きいろいゾウ（2013年） - 妻利愛子の母 役
- 呪怨（2014年） - 乾教頭 役

### テレビドラマ
- インスマスを覆う影（1992年、TBS）
- 世にも奇妙な物語
  - 「いじめられる女」（1993年） - 小田孝枝 役
  - '95秋の特別編「殺人者の高橋さん」（1995年、フジテレビ）
- 大河ドラマ 秀吉（1996年、NHK） - 築山殿 役
- 殴る女（1998年、フジテレビ）
- 京極夏彦 「怪」 第2話「隠神だぬき」（2000年3月18日、WOWOW） - はな 役
- スタアの恋（2001年、フジテレビ） - 次屋律子 役
- ダイヤモンドガール（2003年、フジテレビ）
- アテンションプリーズ（2006年、フジテレビ） - 長野和子 役 
  - 土曜プレミアム「アテンションプリーズスペシャル〜ハワイ・ホノルル編〜」（2007年） - 長野和子 役
- 深夜食堂（2009年、MBS） - 占い師・ユキ 役
- 愛・命 〜新宿歌舞伎町駆け込み寺〜（2011年、テレビ朝日）

### インターネットドラマ
- あれほど逃げろと言ったのに…（2019年、AbemaTV） - 呉玲子（霊能者） 役